# Кикріт Прамот
Кикріт Прамот (англ. Kukrit Pramoj, тай. คึก ฤทธิ์ ปราโมช; 20 квітня 1911, пров. Сінгбурі — 9 жовтня 1995, Бангкок) — державний діяч Таїланду, прем'єр-міністр в 1975 — 1976 роках, член королівської династії (нащадок короля Рами II).

## Біографія
Народився в аристократичній родині. Закінчив Суан-Кулабський коледж в Бангкоку, навчався в Британії, у 1933 р. закінчив відділення філософії, політики та економіки Оксфордського університету. Бакалавр мистецтв з 1982 р., професор.
Після повернення на батьківщину спочатку займався банківською справою, але потім змінив багато професій, включаючи політику і журналістику.
Брав участь в Французько-таїландській війні 1940-41 років в чині капрала.
У 1945 р. був одним із засновників першої політичної партії Таїланду — Партії Прогресу. У 1946–1950 роках — депутат парламенту. Двічі був заступником міністра фінансів і торгівлі в громадянських урядах. З 1950 р. — редактор щоденної газети Siam Rath («Королівство Сіам», тай. สยามรัฐ สยามรัฐ), яка критикувала військове керівництво країни.
З 1973 р. — знову депутат парламенту, голова палати представників (до 1974 р.). Один з авторів конституції 1974 року.
У січні 1975 р. вийшов з Демократичної партії, заснувавши консервативну Партію соціальної дії. 14 березня 1975 — 12 січня 1976 — прем'єр-міністр коаліційного уряду. Його уряд встановив дипломатичні відносини з КНР і розпочав переговори про виведення з країни іноземних військ, які були присутні в зв'язку з війною у В'єтнамі.
Писав книги на історичні, філософські, релігійні та астрологічні теми, а також белетристику (від гуморесок до драм). У 1985 р. за заслуги перед таїландською культурою йому було присвоєно звання Національного діяча мистецтв Таїланду. У 1990 р. йому було присвоєно також Азіатську культурну премію Фукуока.
Відомий літератор. Автор 13 романів, 2 п'єс, 2 збірок коротких оповідань та есе і майже 30 творів в жанрі документальної прози. Автор перекладу на тайську мову повісті Річарда Баха «Джонатан Лівінгстон, мартин» (Jonathan Livingston Nang Nuan (จอ นะ ธั น ลิ วิง สตัน นางนวล); 1973). Автор сценарію фільму «Kawao tee Bangpleng» (1995).
Відомий також як професійний танцюрист таїландських класичних танців, фотограф, радіокоментатор, економіст, культуролог і власник популярного готелю «Індра».
Помер 9 жовтня 1995 року в шпиталі Samitivej від «поєднання захворювання серця, високого кров'яного тиску і діабету».
У його колишньому будинку нині розташований музей його спадщини і таїландської культури.

## Цікаві факти
У 1948 році разом з братом, Сені Прамотом, написав книгу «Говорить король Сіаму» про короля Рамі IV, який правив в XIX столітті. Це унікальна праця двох авторів, які були на той час і братами, і прем'єр-міністрами одночасно.
У 1963 р. Кикріт Прамот був експертом з питань культури і консультантом американського фільму «Бридкі американці», що знімався в Бангкоку. Зіграв у фільмі роль прем'єр-міністра Квен Сая вигаданої країни Сархан і був партнером Марлона Брандо.
Його старший брат, Сені Прамот, відомий політик, тричі обіймав посаду прем'єр-міністра, в 1975 р. був і попередником, і наступником Кикріта Прамота на посаді прем'єр-міністра.
У водоймі його будинку водилося близько 2000 риб, кожній з яких він дав ім'я.